# 铁峰寺
铁峰寺，位于中国广东省揭阳市普宁市流沙东街道北山村，为普宁市的一个市级文物保护单位，类型为近现代重要史迹及代表性建筑，公布时间为1961年。
铁峰寺的历史年代为1854—1855。